# Lepidoscia magnella
Lepidoscia magnella är en fjärilsart som beskrevs av Walker 1863. Lepidoscia magnella ingår i släktet Lepidoscia och familjen säckspinnare. Inga underarter finns listade i Catalogue of Life.